# Casa natală a dramaturgului George Ciprian
Casa natală a dramaturgului George Ciprian este un monument istoric aflat pe teritoriul municipiului Buzău.

## Imagini

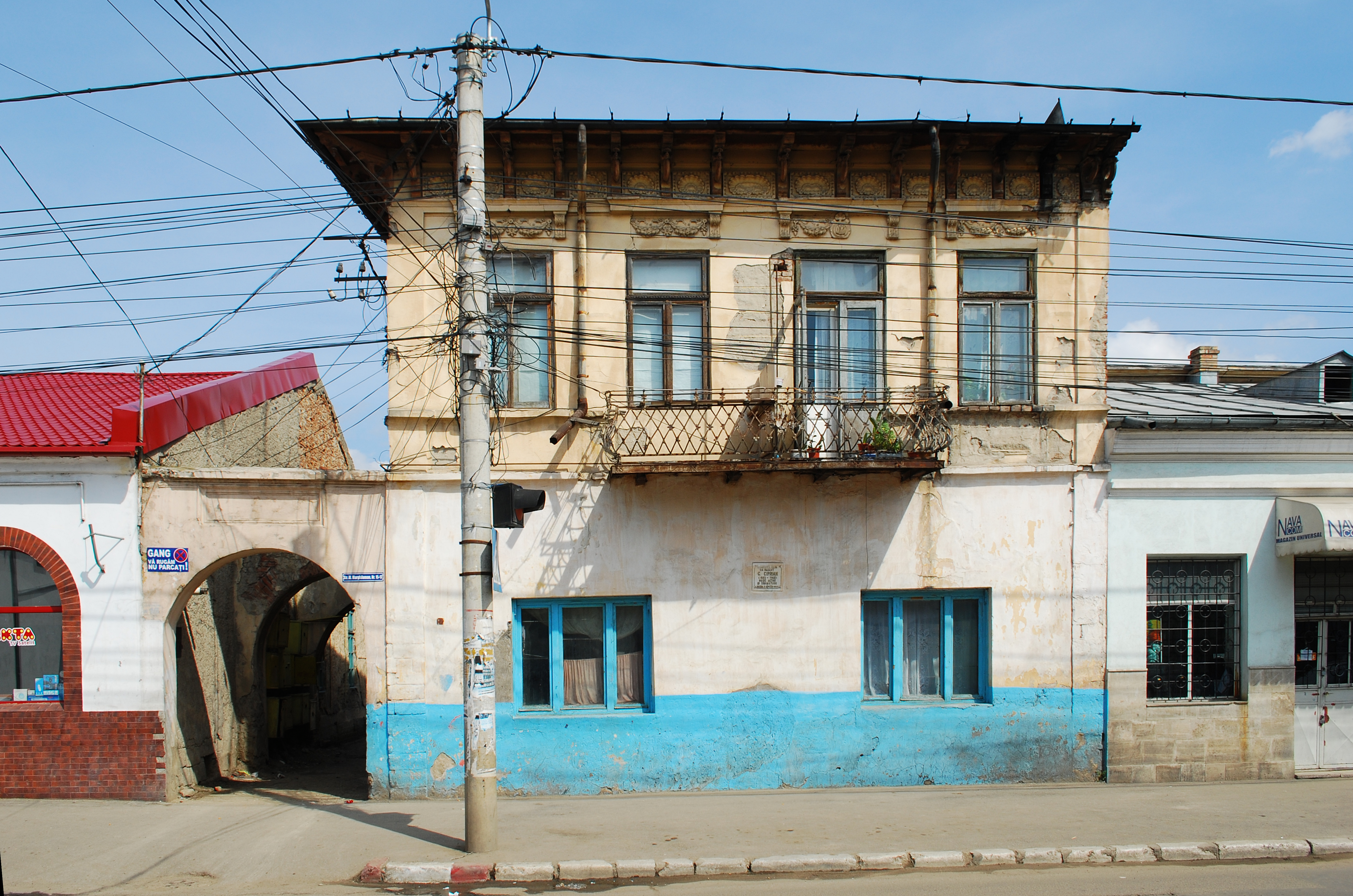
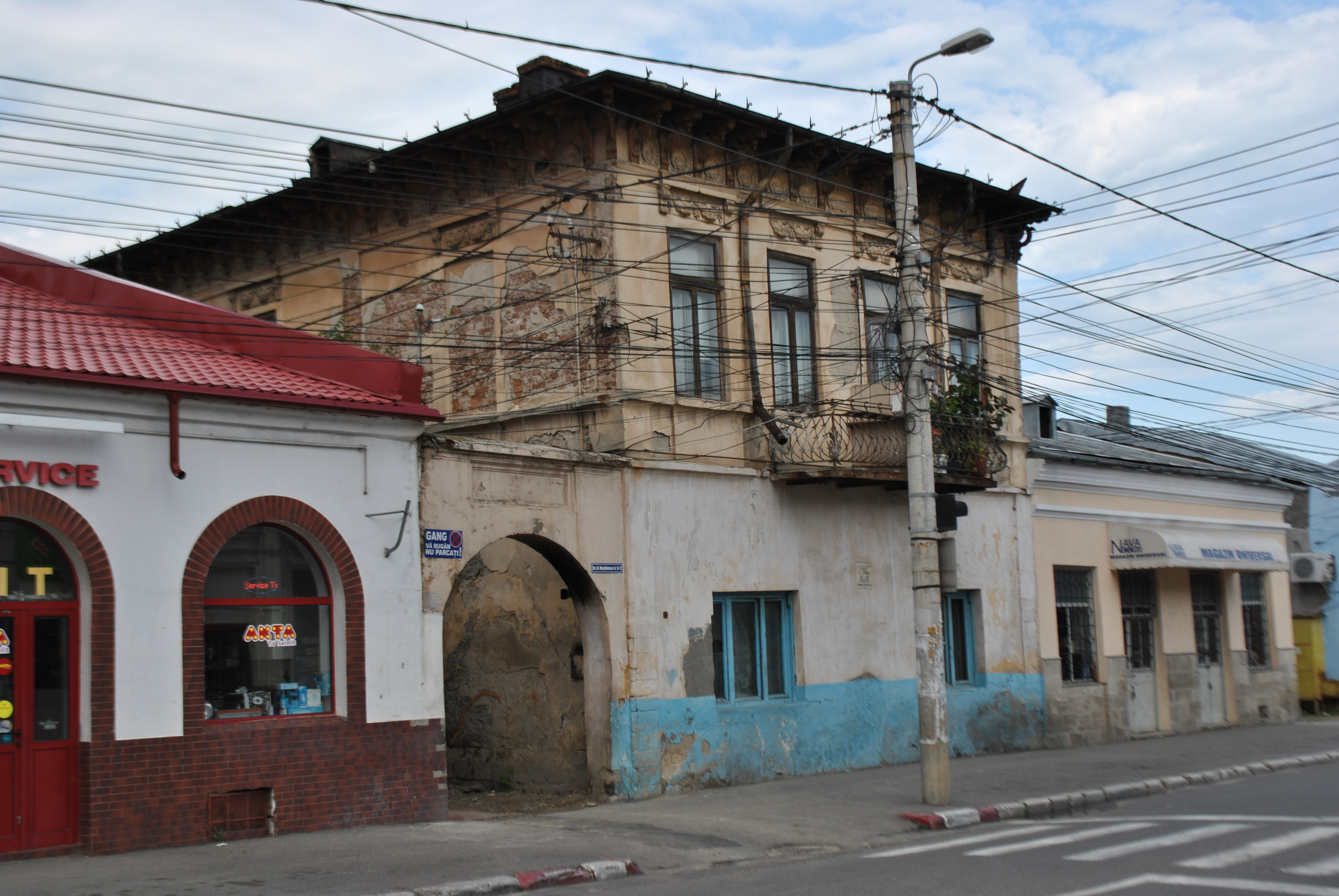